# Shalluh
Shalluh (tiếng Ả Rập: شلوح) là một ngôi làng ở phía bắc Syria nằm về phía tây bắc của Homs ở tỉnh Homs. Theo Cục Thống kê Trung ương Syria, Shalluh có dân số 664 người trong cuộc điều tra dân số năm 2004. Cư dân của nó chủ yếu là Alawites.